# Угорці в Хорватії

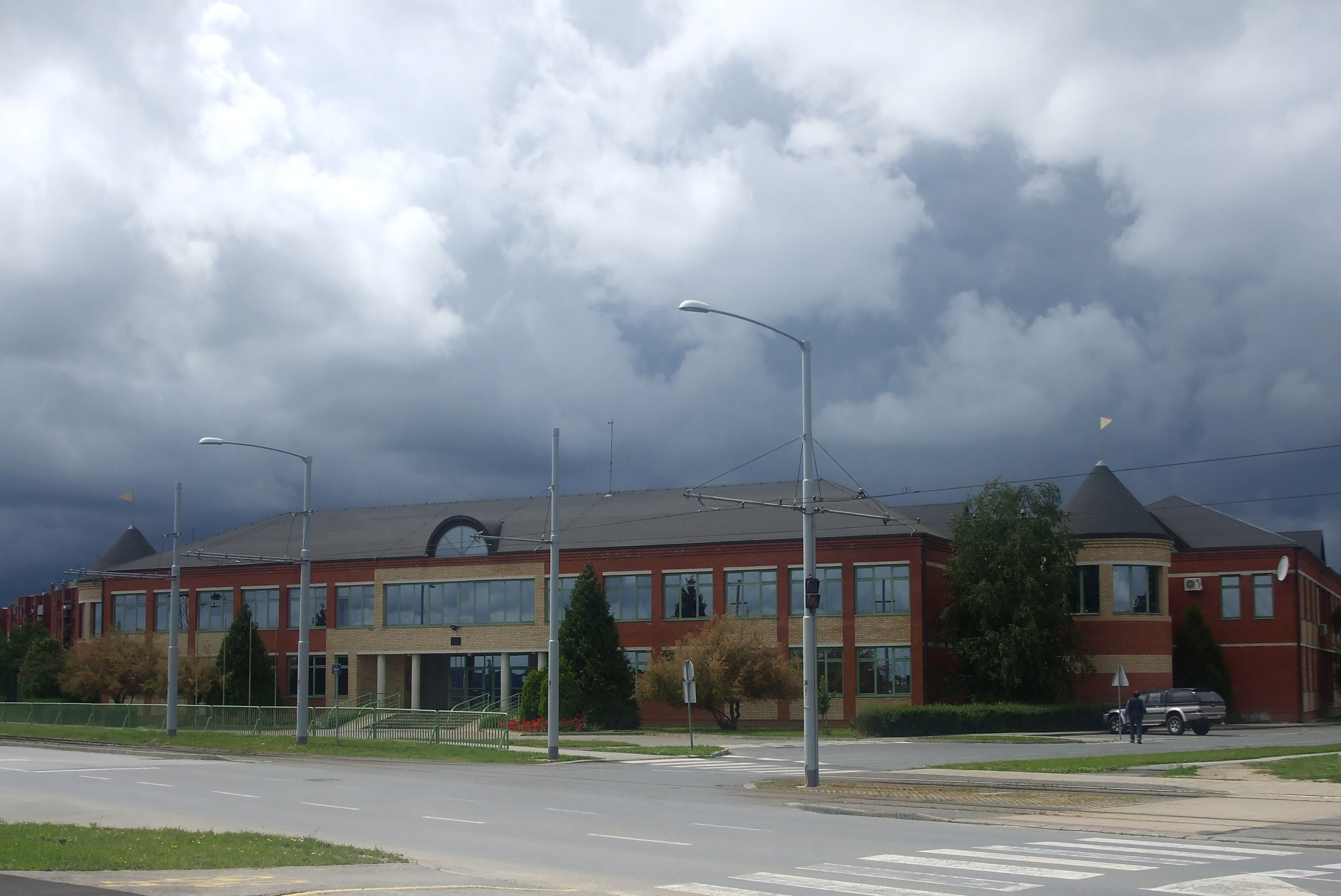
Угорський культурно-освітній центр в Осієку

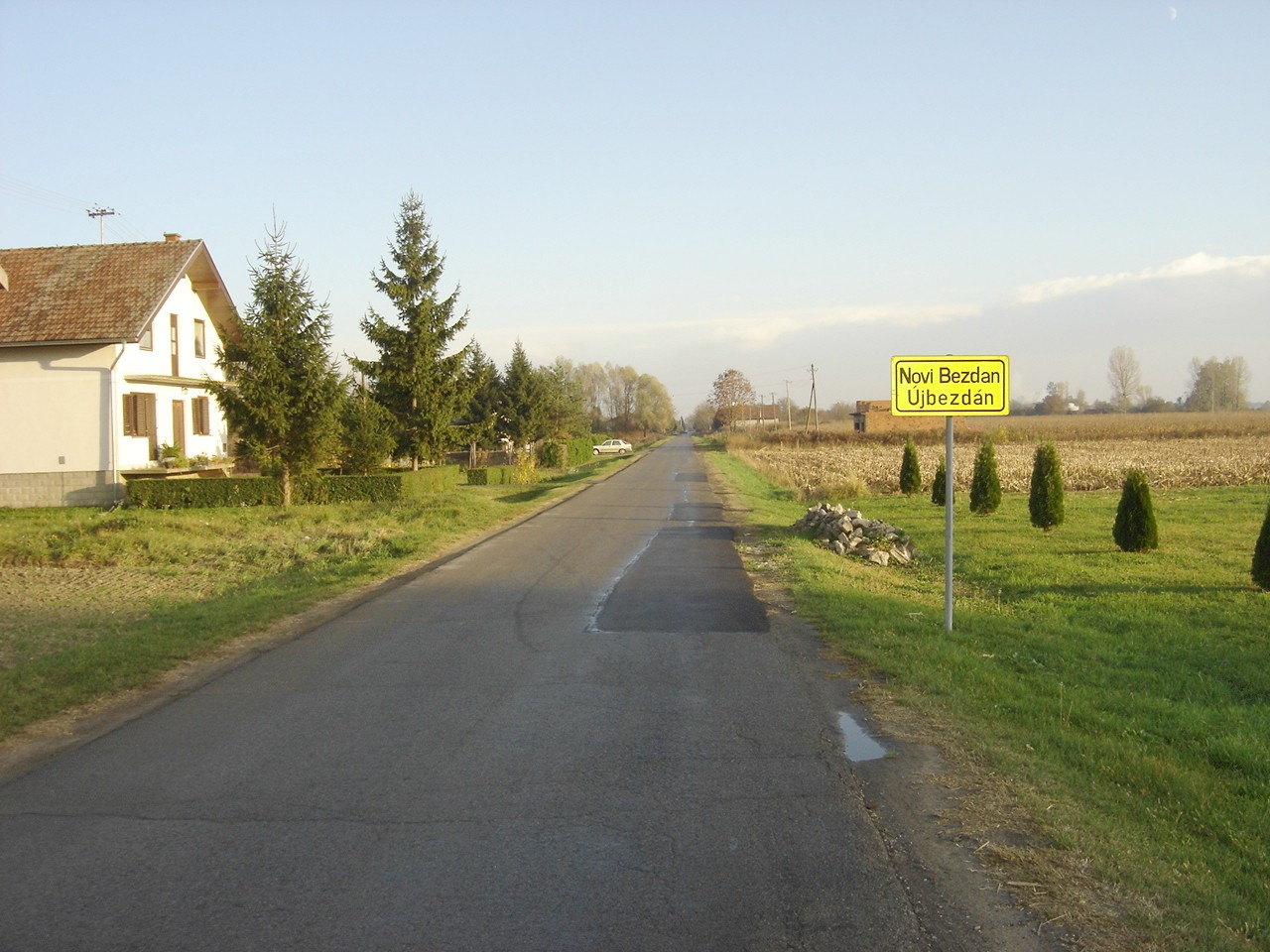
Двомовна табличка на в'їзді в Новий Бездан — село з угорською більшістю у Барані

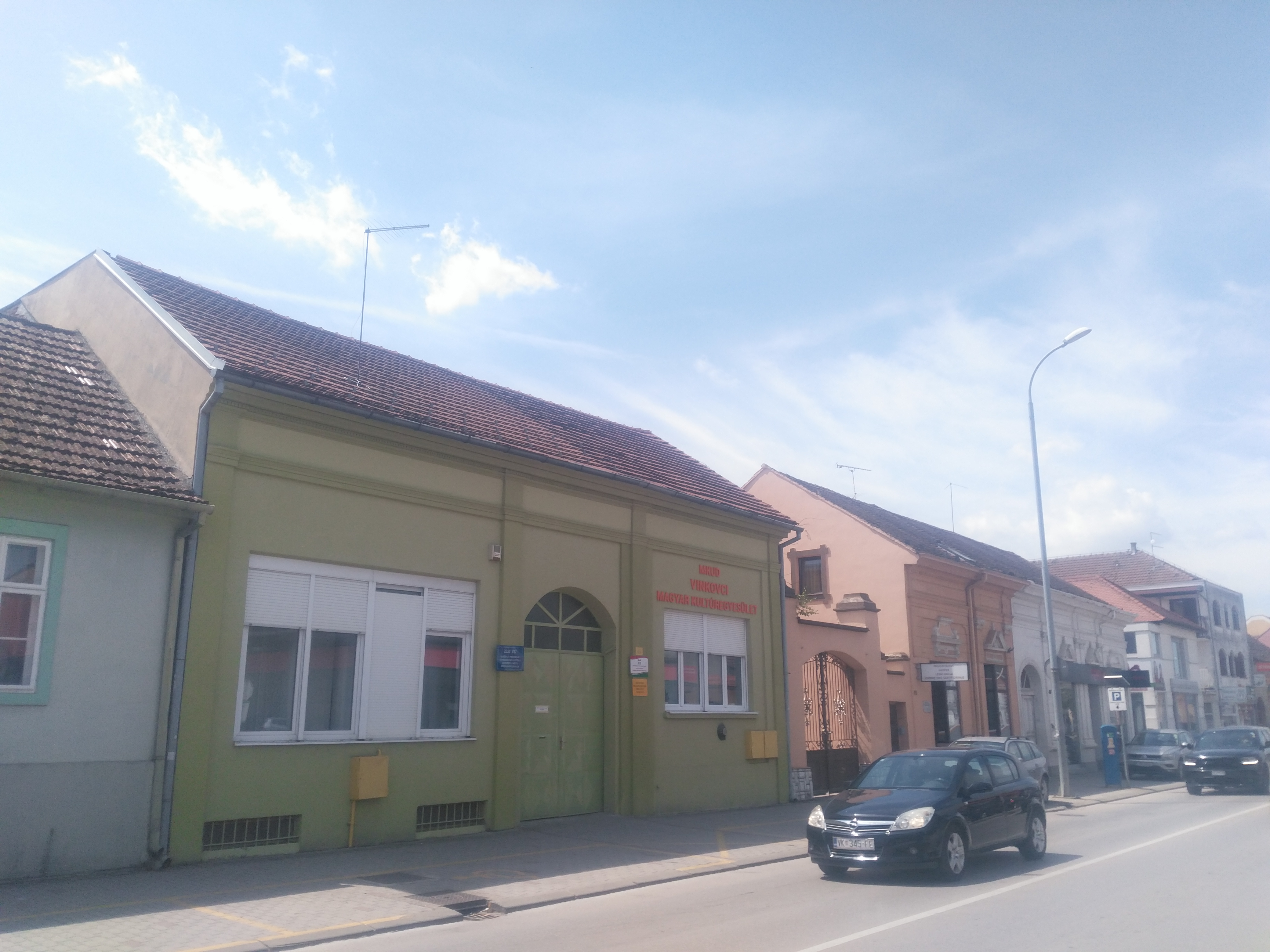
Угорське культурне товариство у Вінковцях.

Угорці в Хорватії (угор. Horvátországi magyarok, хорв. mađari u Hrvatskoj) — одна з визнаних національних меншин Республіки Хорватія.

## Чисельність і розподіл
Згідно з переписом населення 2001 року в Хорватії проживало 16 595 угорців, за даними перепису населення 2011 року в Хорватії угорська меншина налічувала 14 048 осіб, а за переписом 2021 року їхня кількість становила 10 315 людей. Майже дві третини з них проживає в Осієцько-Баранській жупанії, особливо в області Бараня. У самому місті Осієк угорці були присутні протягом Середньовіччя, з безперервною присутністю, починаючи від перепису 1737 року. 
Невеликі громади угорців існують і в інших частинах Хорватії, як-от у Білогорі. Згідно з переписом населення 2001 року, на території Б'єловарсько-Білогорської жупанії загалом у 102 населених пунктах проживало 1 188 угорців.
Найбільшими організаціями хорватських угорців є Демократична співдружність угорців Хорватії (хорв. Demokratska zajednica Mađara Hrvatske) і Союз угорських товариств (хорв. Savez mađarskih udruga).